# Hydropsyche botosaneanui
Hydropsyche botosaneanui là một loài Trichoptera trong họ Hydropsychidae. Chúng phân bố ở miền Cổ bắc.